# DownThemAll!
DownThemAll! oder dTa! ist ein kostenloser Download-Manager für HTTP und FTP. Entwickelt wurde er von Federico Parodi, Nils Maier und Stefano Verna. Er wird als Add-on in den Webbrowser Firefox integriert. Dadurch kann dieser Downloadmanager auf allen Plattformen, die Firefox bzw. dessen Ableger, wie Minefield, unterstützen, genutzt werden. Das Programm steht unter der GNU General Public License und wurde bereits über 67 Millionen Mal heruntergeladen (Stand: 20. Januar 2015). Seit September 2019 steht DownThemAll auch für Chrome und verwandte Browser (z. B. Microsoft Edge) zur Verfügung.

## Eigenschaften
DownThemAll! zeichnet sich vor allem durch problemloses Abbrechen und Wiederaufnehmen von Downloads aus, das sogenannte Multi-Part-Downloading. Ebenfalls kann jeder Inhalt einer Webseite mit einem Klick heruntergeladen werden. Die Downloads können auch nach Typ (zum Beispiel alle Bilder oder alle PDF-Dateien einer Seite) gefiltert werden. Seit der Version 1.0b1 wurde die Unterstützung von Metalink hinzugefügt. Dadurch können mehrere URLs sowie weitere Informationen und Checksummen für eine Datei an dTa! übermittelt werden.
Mit der Veröffentlichung von Firefox Quantum (Version 57) funktionierte das Add-on auf Grund von Änderungen in der API nicht mehr. Der Entwickler erklärte, dass die neue Version eine eingeschränkte Funktionalität haben würde, aber in der Entwicklung bleibe. So werden z. B. die originalen Zeitstempel der heruntergeladenen Dateien nicht mehr übertragen.